# Rührkübel (Mangfallgebirge)
Der Rührkübel ist eine 1410 m ü. NHN hohe Felsnadel im Ostgrat des Breitensteins im Wendelsteingebiet.

## Topographie
Der Breitenstein sendet einen Grat nach Osten in Richtung Jenbachtal, dessen felsiger Teil mit der freistehenden Nadel des Rührkübel endet.
Nördlich wird der Grat durch die Schwarzwand begrenzt.
Der Rührkübel ist mit einem Gipfelkreuz versehen und als Besonderheit mit einer Bank, die nur über Kletterei im 5. Schwierigkeitsgrad UIAA erreichbar ist.